# 1340
Пізнє Середньовіччя •  Реконкіста •  Ганза •  Авіньйонський полон пап •  Монгольська імперія •  Чорна смерть •  Столітня війна

## Геополітична ситуація
Візантійську імперію очолює Андронік III Палеолог (до 1341). Імператором Священної Римської імперії
є Людвіг Баварський (до 1347). У Франції править Філіп VI Валуа (до 1350).
Апеннінський півострів розділений: північ належить Священній Римській імперії, середню частину займає Папська область, південь належить Неаполітанському королівству. Деякі міста півночі: Венеція, Піза, Генуя тощо, мають статус міст-республік. Триває боротьба гвельфів та гібелінів.
Майже весь Піренейський півострів займають християнські Кастилія і Леон, Арагонське королівство та Португалія, під владою маврів залишилися тільки землі на самому півдні. Едуард III королює в Англії (до 1377), Магнус Еріксон є королем Норвегії та Швеції (до 1364), а королем Польщі — Казимир III (до 1370). У Литві править князь Гедимін (до 1341).
Руські землі перебувають під владою Золотої Орди. Почалася війна за галицько-волинську спадщину між Польщею та Литвою. У Києві править князь Федір Іванович. Ярлик на володимирське князівство отримав московський князь Симеон Гордий (до 1353).
Монгольська імперія займає більшу частину Азії, але вона розділена на окремі улуси, що воюють між собою. У Китаї, зокрема, править монгольська династія Юань. У Єгипті владу утримують мамлюки. Мариніди правлять у Магрибі. Делійський султанат є наймогутнішою державою Індії. В Японії триває період Муроматі.
Цивілізація мая переживає посткласичний період. Почали зароджуватися цивілізація ацтеків та інків.

## Події
- Убито галицько-волинського князя Юрія II Болеслава. Почалася війна між Польщею та Литвою за галицько-волинську спадщину.
- Помер московський князь Іван Калита. Ярлик на володимирське князівство отримав у Золотій Орді його син Семен Іванович.
- Столітня війна:
  - Англійський король Едуард III проголосив себе у Генті королем Франції.
  - Англійський флот завдав нищівної поразки французькому в битві біля Слейсе.
  - Англійські війська взяли в облогу Турне.
  - 25 вересня сторони уклали перемир'я до 1342 року.
- Королем Данії після 8-річного періоду безвладдя обрано Вальдемара IV.
- Війська Кастилії та Португалії завдали поразки силам Гранади й Марокко в битві на Ріо-Саладо.

## Народились
- Філіп ван Артевелде — син Якоба, керівник міщан Гента; як і батько, очолив міста Фландрії у боротьбі проти Франції; загинув під Розебеком.
- Гокан VI — король Норвегії 1355—1380, Швеції 1362—1364 як Гокан II, з династії Фолькунгів.
- Єлизавета Боснійська — друга дружина короля Угорщини та Польщі Людовика I. Після смерті чоловіка була регентом при своїй неповнолітній дочці Марії, що стала угорською королевою. Молодша дочка Єлизавети Боснійської, Ядвіґа I, стала королевою Польщі, була канонізована Католицькою церквою.
- Яків Стрепа — галицько-львівський латинський архієпископ (з 1391/1392 року), францисканець, блаженний Католицької церкви.
- 6 березня — Джон Гонт, перший герцог Ланкастерський, син короля Англії Едварда III і Філіппи Геннегау. Засновник будинку Ланкастерів. Один з найбільших феодалів Європи, володів 30 замками і маєтками в Королівстві Англія і Франції; його статки не поступалися королівським. Разом зі своїм старшим братом Чорним Принцом був одним з провідних воєначальників короля Едварда в Столітній війні.

## Померли
- 31 березня — Іван I Данилович Калита, князь московський (1325-1340), Великий князь володимирський (ярлик від хана в 1328) до 1340, князь новгородський (1328–1337).
- 7 квітня — Юрій II Болеслав, останній Галицько-Волинський князь.
- Володимир Львович — останній князь Галицько-Волинського князівства та останній король Русі з династії Романовичів. Син короля Льва ІІ Юрійовича.
- Йоан Сучавський — православний святий, великомученик, зазнав мученицької кончини на землі, яка тепер є частиною України. Покровитель Бессарабії.